# Гнида (притока Серету)
Гни́да — річка в Україні, в межах Тернопільського району Тернопільської області. Права притока Серету (басейн Дністра). 

## Характеристика
Довжина приблизно 3 км. Витікає із джерел на заході від села Миролюбівка.
Одне із джерел, що живлять річку — Миролюбівське джерело —  оголошене гідрологічною пам'яткою природи місцевого значення. Вище нього є ще кілька потужних джерел і ще одна гідрологічна пам'ятка природи місцевого значення — озерце Безодня.
Протікає через Миролюбівку і впадає в Серет на східній околиці села біля автошляху Т 2020.

## Світлини

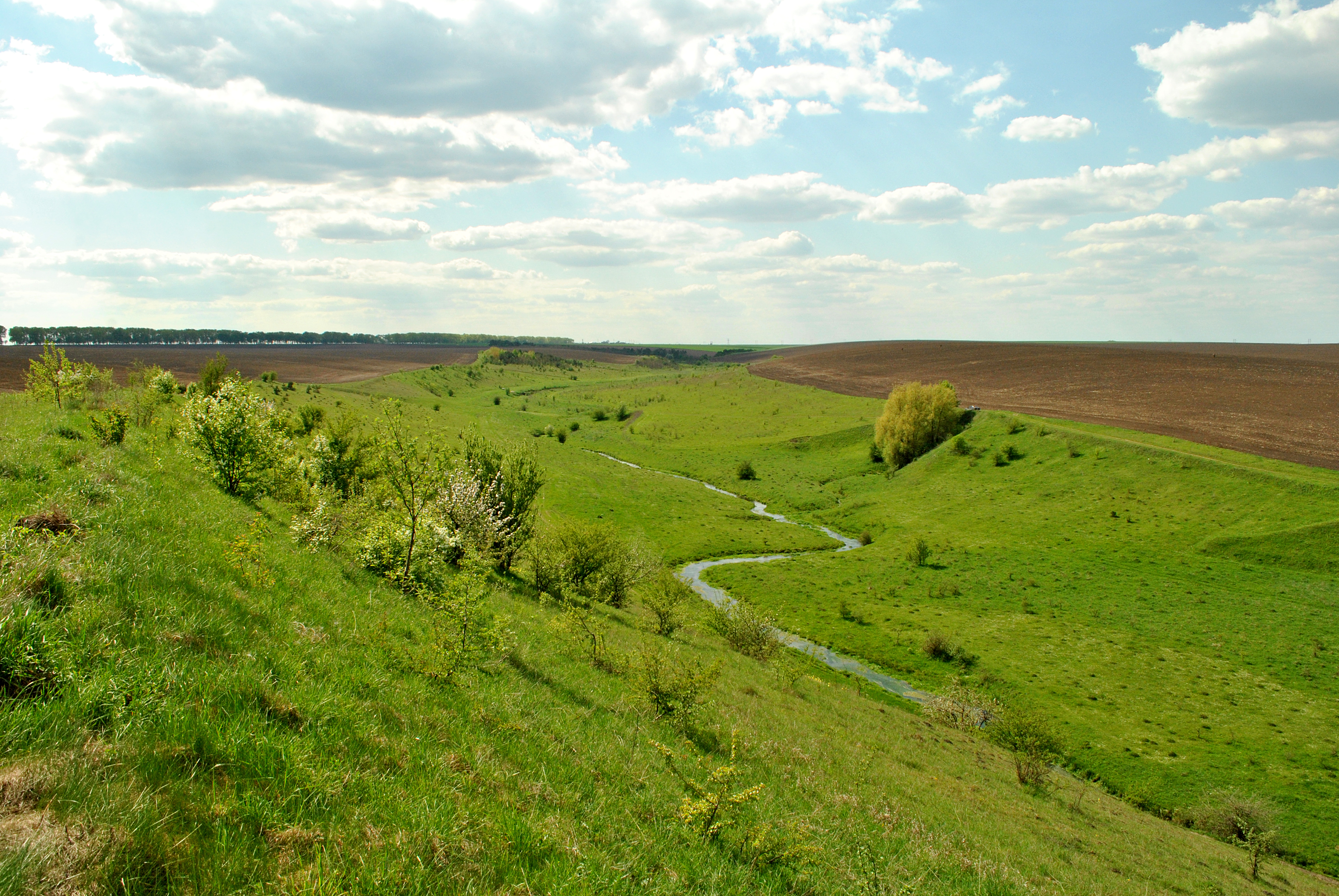
Вид на Миролюбівське джерело і р. Гниду
Вид на озерце Безодню
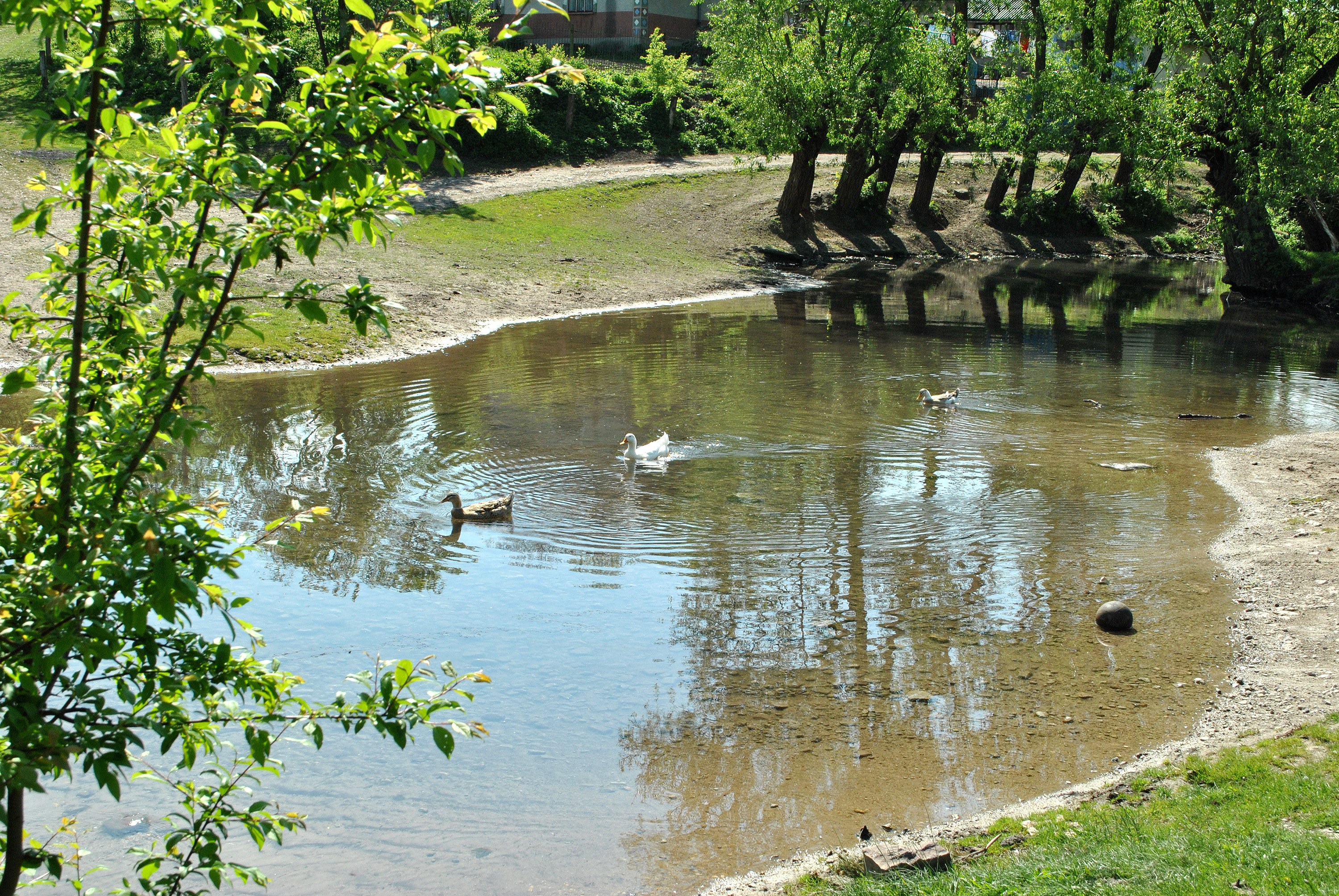
Річка Гнида в Миролюбівці